# Klaus Vogel (Rechtswissenschaftler)
Klaus Vogel (* 9. Dezember 1930 in Hamburg; † 10. Dezember 2007 in München) war ein deutscher Rechtswissenschaftler. Er gehörte zu den bedeutenden deutschen Staatsrechtslehrern und wurde als Doyen auf dem Gebiet des Internationalen Steuerrechts bezeichnet.

## Leben
Vogel studierte Rechtswissenschaften an der Universität Hamburg. 1955 wurde er in Hamburg mit der Arbeit „Öffentliche Wirtschaftseinheiten in privater Hand. Die Indienststellung der Wirtschaftstätigkeit privater Unternehmungen für Zwecke der öffentlichen Verwaltung“ zum Dr. iur. promoviert. 1957 schloss er sein Referendariat mit der Befähigung zum Richteramt ab. 1963 habilitierte er sich mit der Schrift „Der räumliche Anwendungsbereich der Verwaltungsrechtsnorm. Eine Untersuchung über die Grundfragen des sog. internationalen Verwaltungs- und Steuerrechts“.
1964 erhielt er einen Ruf auf eine Professur an die Friedrich-Alexander-Universität Erlangen-Nürnberg, 1966 wechselte er an die Ruprecht-Karls-Universität Heidelberg. Dort war er ab 1970 auch Richter im Nebenamt am Verwaltungsgerichtshof Baden-Württemberg.
1977 verließ Vogel Baden-Württemberg und nahm einen Ruf an die Ludwig-Maximilians-Universität München an. Dort lehrte er bis zu seiner Emeritierung im Jahr 1996. Vogel war Gastprofessor an der Wirtschaftsuniversität Wien und später auch Mitglied der Faculty des Postgraduate-Studiums Internationales Steuerrecht.

## Wirken
Forschungsschwerpunkte von Vogel waren das Verfassungsrecht, Polizeirecht und Steuerrecht. Er war Initiator der Münchner Forschungsstelle für ausländisches und Internationales Steuerrecht. 
Vogel war 1974/75 stellvertretender Vorsitzender und 1990/91 Vorsitzender der Vereinigung der Deutschen Staatsrechtslehrer. In dieser Funktion war ihm die deutsche Wiedervereinigung Gegenstand wissenschaftlicher Forschung und verfassungspolitischer Initiativen. Seine Anliegen waren die verfassungskonforme Ausgestaltung des Steuerrechts, die Systematisierung der Finanzverfassung, die Öffnung des deutschen Rechts für das Völkerrecht und die rechtliche Bewältigung des Problems der internationalen Doppelbesteuerung. Vogel hat zahlreiche wegweisende Veröffentlichungen publiziert; er ist der Begründer des international führenden Kommentars auf dem Gebiet der Doppelbesteuerungsabkommen.
Als internationaler Steuerrechtler erhielt Vogel weltweite Anerkennung.

## Ehrungen und Auszeichnungen
- Mitglied des Instituto Brasileiro de Direito Tributario (seit 1976)
- Mitglied der Academia Brasileira de Direito Tributario (seit 1991)
- Deutsch-japanischer Forschungspreis (1993)
- Bundesverdienstkreuz am Bande des Verdienstordens der Bundesrepublik Deutschland (1997)
- Ehrendoktorwürde Doctor rer. soc. oec. honoris causa der Wirtschaftsuniversität Wien (2000)
- Medaille für Verdienste um das Bayerische Finanzwesen in Gold (2001)
- Ehrenmitglied des Instituto Internacional de Estudios de Direito do Estado, Porto Alegre (seit 2004)
- Speaker and Chairman of International Taxation Conference, Mumbai (2004, 2005, 2006)
- Ehrenpräsident der Foundation for International Taxation, Mumbai (seit 2006)
- Die erste der jährlichen „Klaus Vogel Lectures“ an der Wirtschaftsuniversität Wien (2007)

## Schriften (Auswahl)
- Doppelbesteuerungsabkommen der Bundesrepublik Deutschland auf dem Gebiet der Steuern vom Einkommen und Vermögen. Kommentar auf der Grundlage der Musterabkommen. Begründet von Klaus Vogel. Fortgeführt von Moris Lehner. 7. Auflage, Beck, München 2021.
- mit Christian Waldhoff: Grundlagen des Finanzverfassungsrechts. Sonderausgabe des Bonner Kommentars zum Grundgesetz. Müller, Heidelberg 1999.
- Der offene Finanz- und Steuerstaat. Ausgewählte Schriften 1964 bis 1990. Hrsg. von Paul Kirchhof, Müller, Heidelberg 1991.
- Der Verwaltungsrechtsfall. Praktische Einführung in die Bearbeitung verwaltungsrechtlicher Klausuren und Hausarbeiten. Mit einem Anhang über den Aufbau verwaltungsrechtlicher Gutachten und Urteile. Vahlen, Berlin 1960.